# STS-131
STS-131 (Полет ISS-19A) e сто тридесет и първата мисия на НАСА по програмата Спейс шатъл, тридесет и осми полет на совалката Дискавъри и тридесет и трети полет на совалка към Международната космическа станция (МКС). Това е десетият полет на Многофункционалния товарен модул (МТМ) и седми полет на модула „Леонардо“.

## Екипаж
| Пост                    | Астронавт                                          |
| ----------------------- | -------------------------------------------------- |
| Командир                | Алън Пойндекстър втори космически полет            |
| Пилот                   | Джеймс Дътън първи космически полет                |
| Специалист на мисията 1 | Ричард Мастрачио трети космически полет            |
| Специалист на мисията 2 | Клейтън Андерсън втори космически полет            |
| Специалист на мисията 3 | Дороти Меткалф-Линденбургер първи космически полет |
| Специалист на мисията 4 | Стефани Уилсън трети космически полет              |
| Специалист на мисията 5 | Наоко Ямазаки (JAXA) първи космически полет        |

- Това е последният полет на космическа совалка, в екипажа на която са включени астронавти – „новобранци“.
- Това е последният полет на космическа совалка със седемчленен екипаж.

## Полетът
Основната цел на мисията е доставка на научно оборудване с помощта на Многофункционалния товарен модул (МТМ) „Леонардо“. Доставени са повече от 8500 кг полезен товар за жизненото обезпечаване на екипажа на МКС, резервни части и оборудване. На борда се намира и резервоар за амоняк, предназначен за охладителната система на станцията.
Стартът на мисията е успешно осъществен на 5 април. На 7 април тя успешно се скачва с МКС. На следващия ден е „изваден“ от товарния отсек на совалката МТМ „Леонардо“ с помощта на дистанционния манипулатор и скачен със скачващия възел на модула Хармъни. На 9 април астронавтите Ричард Мастрачио и Клейтън Андерсън провеждат първото излизане в открития космос, по време на което подготвят за подмяна един от амонячните резервоари на климатичната система на станцията, разположен на ферма S1. Следващият ден протича в разтоварване на доставеното оборудване и материали с помощта на „Леонардо“, както и товарене на ненужни и отработени материали за Земята. Новият резервоар е монтиран по време на втората разходка, проведена на седмия ден от полета. Третото излизане се осъществява със същите астронавти. По време на излизането се свързват системите за новия резервоар и се прибира старият в товарния отсек на совалката за връщане на Земята. По време на следващите два дни е завършено и натоварването на модула „Леонардо“ с материали за Земята с маса около 2500 килограма. На 16 април модулът „Леонардо“ е откачен и прибран в товарния отсек на совалката с помощта на манипулатора на станцията. Това е последният му полет като такъв. Преди следващия той ще бъде модифициран и преоборудван за постоянен на МКС. Направена е и инспекция на топлозащитното покритие на совалката. На 17 април, тринадесетия ден от полета, совалката и станцията се разделят. Следващият ден (18) е за почивка на екипажа и започва подготовката за приземяването – опаковане и подреждане на полезния товар, проверка на всички системи на совалката. Следващият ден протича в готовност за приземяване, но поради лошото време над щата Флорида то е отложено няколко пъти. В крайна сметка е взето решение мисията да се удължи с един ден.
На 20 април совалката каца успешно след над 15- денонощната си мисия в космоса в КЦ „Кенеди“, щата Флорида.
По препоръка на комисията, разследваща катастрофата на совалката „Колумбия“ в случай на повреда на совалката Дискавъри и невъзможност за безопасно завръщане на екипажа на Земята се предвиждало той да остане на борда на МКС и да дочака спасителен полет STS-332 на совалката Атлантис.

## Параметри на мисията
- Маса на цялата система: 2 051 531 кг
- Маса на совалката:
  - при старта: 121 047 кг
  - при приземяването: 102 039 кг
- Маса на полезния товар: 15 532 кг
- Перигей: 320 км
- Апогей: 346 км
- Инклинация: 51,6°
- Орбитален период: 90.0 мин

Скачване с „МКС“
- Скачване: 7 април 2010, 07:44 UTC
- Разделяне: 17 април 2010, 12:52 UTC
- Време в скачено състояние: 10 денонощия, 5 часа, 8 минути.

### Космически разходки
| № | Участници                           | Начало                  | Край                    | Продължителност  |
| - | ----------------------------------- | ----------------------- | ----------------------- | ---------------- |
| 1 | Ричард Мастрачио и Клейтън Андерсън | 9 април 2010 05:31 UTC  | 9 април 2010 11:58 UTC  | 6 часа 27 минути |
| 2 | Ричард Мастрачио и Клейтън Андерсън | 11 април 2010 05:30 UTC | 11 април 2010 12:56 UTC | 7 часа 26 минути |
| 3 | Ричард Мастрачио и Клейтън Андерсън | 13 април 2010 06:14 UTC | 13 април 2010 12:38 UTC | 6 часа 24 минути |

Това са съответно 141-, 142- и 143-то излизане, свързано с МКС и 4-, 5- и 6-то за Ричард Мастрачио и Клейтън Андерсън.

## Галерия
- Совалката „Дискавъри“ на стартовата площадка.
- Совалката на стартовата площадка.
- Стартът.
- Стартът (видеофайл).
- Совалката малко преди скачването с МКС.
- Изваждането на модула „Леонардо“ от товарния отсек на совалката.
- Ричард Мастрачио по време на първата си космическа разходка.
- Клейтън Андерсън по време на първото си излизане в открития космос.
- Ричард Мастрачио подменя резервоарите по време на втората космическа разходка.
- Подготовка за третото излизане.
- Третото излизане.
- Снимка на екипажа на совалката в орбита.
- Краят на мисия STS-131.
- Друг поглед към кацането в КЦ „Кенеди“ във Флорида.